# Culpho
Culpho – osada w Anglii, w hrabstwie Suffolk. Leży 7 km na północny wschód od miasta Ipswich i 114 km na północny wschód od Londynu.